# Ivanhoe (Texas)
Ivanhoe es una ciudad ubicada en el condado de Tyler en el estado estadounidense de Texas. En el Censo de 2010 tenía una población de 887 habitantes y una densidad poblacional de 185,92 personas por km².

## Geografía
Ivanhoe se encuentra ubicada en las coordenadas 30°40′36″N 94°24′19″O / 30.67667, -94.40528. Según la Oficina del Censo de los Estados Unidos, Ivanhoe tiene una superficie total de 4.77 km², de la cual 4.28 km² corresponden a tierra firme y (10.21%) 0.49 km² es agua.

## Demografía
Según el censo de 2010, había 887 personas residiendo en Ivanhoe. La densidad de población era de 185,92 hab./km². De los 887 habitantes, Ivanhoe estaba compuesto por el 91.09% blancos, el 3.61% eran afroamericanos, el 1.35% eran amerindios, el 0.79% eran asiáticos, el 0% eran isleños del Pacífico, el 0.68% eran de otras razas y el 2.48% pertenecían a dos o más razas. Del total de la población el 2.48% eran hispanos o latinos de cualquier raza.